# Województwo śląskie (1945–1950)
Województwo śląskie (także województwo zagłębiowsko-śląskie, województwo śląsko-dąbrowskie) – jednostka administracyjna Polski istniejąca w latach 1945–1950, powstała na bazie przedwojennego województwa śląskiego.

## Nazewnictwo

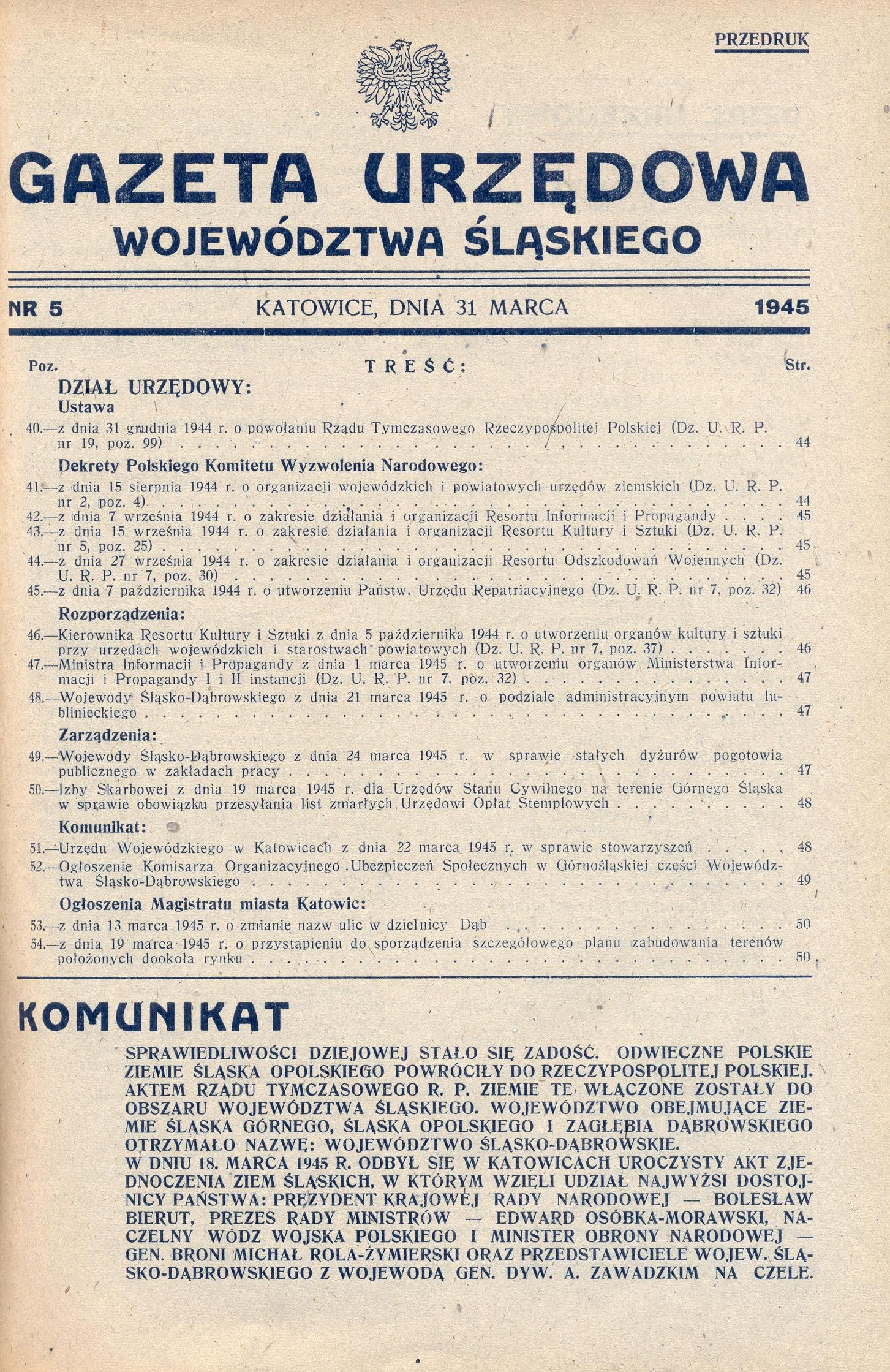
Komunikat wzmiankujący nadanie nazwy województwo śląsko-dąbrowskie 18 marca 1945

Nazwa utworzonej w 1945 jednostki administracyjnej z trzech niezależnych od siebie regionów (przedwojennego województwa śląskiego, Śląska Opolskiego i Zagłębia Dąbrowskiego), których obszar pokrywa się w znacznym stopniu z dzisiejszymi województwami: śląskim i opolskim, brzmiała województwo śląsko-dąbrowskie. Nazwa oficjalnie została ogłoszona w komunikacie zamieszczonym w „Gazecie Urzędowej Województwa Śląskiego” w marcu 1945 roku. Ogłoszono m.in.: „Województwo obejmujące ziemie Śląska Górnego, Śląska Opolskiego i Zagłębia Dąbrowskiego otrzymało nazwę: województwo śląsko-dąbrowskie”. 
Określenia „województwo śląsko-dąbrowskie” (początkowo pojawiał się także zapis „województwo śląsko-zagłębiowskie” bądź „województwo zagłębiowsko-śląskie”) powszechnie stosowane były na obszarze samego województwa. Używano ich m.in. w ówczesnych wydawnictwach (np. kartograficznych), lokalnej prasie, na pieczęciach Urzędu Wojewódzkiego, czy w używanej przez wojewodę tytulaturze. Termin ten („województwo śląsko-dąbrowskie”) nie został jednak najprawdopodobniej usankcjonowany żadnym dokumentem potwierdzającym zasadność jego używania od strony formalnoprawnej i z tego powodu władze centralne oraz w ogólnopolskich zestawieniach używały także terminu „województwo śląskie”. 
Poprzez wprowadzenie dla województwa nazwy „śląsko-dąbrowskie”, chciano symbolicznie podkreślić fakt „zjednoczenia” odróżniając nazwę nowego województwa od jednostki administracyjnej z okresu dwudziestolecia międzywojennego. Ponieważ w stolicy zdawano sobie sprawę z „dwoistości” nazewnictwa, dlatego często tłumaczono, że mimo prawidłowej nazwy województwa śląskiego „w potocznym użyciu stosowana jest nazwa województwo śląsko-dąbrowskie”. W 1947 przygotowano propozycję wprowadzenia dla obszaru województwa nazwy „katowickie”; Nazwa wprowadzona w życie w 1950 roku, wraz z nowym podziałem na województwo katowickie i opolskie na mocy ustawy z 28 czerwca 1950 roku.

## Historia
W 1944 roku dekretem Polskiego Komitetu Wyzwolenia Narodowego uchylono wprowadzony przez III Rzeszę podział administracyjny.
7 maja 1945 zniesiono Statut Organiczny Województwa Śląskiego. 
18 sierpnia 1945 włączono do obszaru województwa śląskiego z województwa kieleckiego powiaty: będziński i zawierciański.
1 grudnia 1945 województwo śląskie podzielono na gminy zbiorowe, równocześnie likwidując gminy jednostkowe, które przekształcono w gromady (ówczesny odpowiednik sołectw) wchodzące w skład gmin zbiorowych (województwo śląskie jako jedyne w II RP nie przeszło przez analogiczną transformację). Równocześnie część gmin jednostkowych zniesiono, włączając je do sąsiednich miast, bądź do gmin wiejskich bez zachowania statusu gromady w gminie:
| Zniesiona gmina jednostkowa | Włączona do miasta | Powiat       | Uwagi                                    |
| --------------------------- | ------------------ | ------------ | ---------------------------------------- |
| Kłodnica                    | Halemba, gmina     | katowicki    |                                          |
| Brzęczkowice                | Mysłowice          | katowicki    |                                          |
| Droniowiczki                | Lubliniec          | lubliniecki  |                                          |
| Kokotek                     | Lubliniec          | lubliniecki  |                                          |
| Steblów                     | Lubliniec          | lubliniecki  |                                          |
| Wymyślacz                   | Lubliniec          | lubliniecki  |                                          |
| Stara Wieś                  | Pszczyna           | pszczyński   |                                          |
| Zamysłów                    | Rybnik             | rybnicki     |                                          |
| Orzepowice                  | Rybnik             | rybnicki     | tylko kolonia Wawok                      |
| Jedłownik                   | Wodzisław Śląski   | rybnicki     |                                          |
| Rowień                      | Żory               | rybnicki     | tylko kolonia Wygoda                     |
| Sowice                      | Tarnowskie Góry    | tarnogórski  |                                          |
| Lasowice                    | Tarnowskie Góry    | tarnogórski  |                                          |
| Ulrychów                    | Klubczbork         | kluczborski  |                                          |
| Szczepanowice               | Niemodlin          | niemodliński |                                          |
| Wesele                      | Niemodlin          | niemodliński |                                          |
| Wysoka                      | Olesno             | oleski       | tylko miejscowości Grodzisko i Szywałd   |
| Stare Olesno                | Olesno             | oleski       | tylko miejscowości Wojciechów i Wołoszów |
| Brzezina                    | Strzelce Opolskie  | strzelecki   |                                          |
| Nowa Wieś                   | Strzelce Opolskie  | strzelecki   |                                          |
| Niezdrowice                 | Ujazd              | strzelecki   |                                          |
| Stary Ujazd                 | Ujazd              | strzelecki   |                                          |

28 czerwca 1946 przyłączono do obszaru województwa śląskiego powiaty: bytomski, miasto Bytom, dobrodzieński, gliwicki, miasto Gliwice, głubczycki, grodkowski, kluczborski, kozielski, niemodliński, nyski z Nysą, oleski, opolski z Opolem, prudnicki, raciborski z Raciborzem, strzelecki i miasto Zabrze. Dla tego obszaru działania utworzono ekspozyturę urzędu wojewódzkiego w Opolu.
6 lipca 1950 z województwa wydzielono powiaty: opolski, kluczborski, raciborski, głubczycki, prudnicki, nyski, niemodliński i grodkowski do nowo utworzonego województwa opolskiego oraz zmieniono jego nazwę na katowickie.

### Demografia
Na początku 1946 roku województwo to zamieszkiwało 2,8 mln osób (183 osoby/km²). Mimo wysiedleń liczba mieszkańców, dzięki repatriacji i procesom migracyjnym, stale wzrastała i w 1949 osiągnęła 3,2 mln osób (209 os./km²).

## Podział administracyjny
| Powiat              | Powierzchnia (km²) | Liczba ludności 14 II 1946 | Liczba ludności 14 II 1946 |
| Powiat              | Powierzchnia (km²) | ogółem                     | na km²                     |
| ------------------- | ------------------ | -------------------------- | -------------------------- |
| będziński           | 459                | 176 564                    | 385                        |
| bielski             | 349                | 59 622                     | 171                        |
| Bielsko (miejski)   | b.d.               | 25 725                     | b.d.                       |
| Bytom (miejski)     | 30                 | 93 179                     | 3107                       |
| bytomski            | 107                | 77 541                     | 724                        |
| Chorzów (miejski)   | 32                 | 110 675                    | 3459                       |
| cieszyński          | 662                | 83 005                     | 125                        |
| dobrodzieński       | 323                | 17 690                     | 55                         |
| Gliwice (miejski)   | 56                 | 95 980                     | 1714                       |
| gliwicki            | 851                | 80 569                     | 95                         |
| głubczycki          | 692                | 66 081                     | 96                         |
| grodkowski          | 520                | 36 702                     | 71                         |
| Katowice (miejski)  | 42                 | 128 290                    | 3055                       |
| katowicki           | 213                | 328 272                    | 1541                       |
| kluczborski         | 555                | 43 308                     | 78                         |
| kozielski           | 663                | 66 636                     | 100                        |
| lubliniecki         | 715                | 47 501                     | 66                         |
| niemodliński        | 605                | 33 298                     | 55                         |
| nyski               | 714                | 71 988                     | 101                        |
| oleski              | 893                | 45 956                     | 52                         |
| opolski             | 1427               | 136 826                    | 96                         |
| prudnicki           | 799                | 90 738                     | 114                        |
| pszczyński          | 1046               | 154 829                    | 148                        |
| raciborski          | 544                | 64 197                     | 118                        |
| rybnicki            | 890                | 215 834                    | 242                        |
| Sosnowiec (miejski) | 33                 | 77 853                     | 2361                       |
| strzelecki          | 892                | 75 000                     | 84                         |
| tarnogórski         | 268                | 103 901                    | 388                        |
| Zabrze (miejski)    | 44                 | 104 184                    | 2368                       |
| zawierciański       | 945                | 111 407                    | 118                        |

## Miasta
Wytłuszczone zostały siedziby powiatów.
Największym miastem były Katowice.
| Lp. | Herb | Miasto               | Powiat            | Ludność (14 lutego 1946) |
| --- | ---- | -------------------- | ----------------- | ------------------------ |
| 1.  |      | Katowice             | grodzki Katowice  | 128 290                  |
| 2.  |      | Chorzów              | grodzki Chorzów   | 110 675                  |
| 3.  |      | Zabrze               | grodzki Zabrze    | 104 184                  |
| 4.  |      | Gliwice              | grodzki Gliwice   | 95 980                   |
| 5.  |      | Bytom                | grodzki Bytom     | 93 179                   |
| 6.  |      | Sosnowiec            | grodzki Sosnowiec | 77 853                   |
| 7.  |      | Siemianowice Śląskie | katowicki         | 32 708                   |
| 8.  |      | Dąbrowa Górnicza     | będziński         | 28 070                   |
| 9.  |      | Będzin               | będziński         | 27 754                   |
| 10. |      | Opole                | opolski           | 27 666                   |
| 11. |      | Bielsko              | bielski           | 25 725                   |
| 12. |      | Świętochłowice       | katowicki         | 25 704                   |
| 13. |      | Mysłowice            | katowicki         | 23 786                   |
| 14. |      | Rybnik               | rybnicki          | 23 052                   |
| 15. |      | Piekary Śląskie      | tarnogórski       | 21 467                   |
| 16. |      | Zawiercie            | zawierciański     | 21 225                   |
| 17. |      | Szopienice           | katowicki         | 20 854                   |
| 18. |      | Racibórz             | raciborski        | 19 605                   |
| 19. |      | Ruda                 | katowicki         | 18 998                   |
| 20. |      | Tarnowskie Góry      | tarnogórski       | 18 427                   |
| 21. |      | Czeladź              | będziński         | 16 624                   |
| 22. |      | Cieszyn              | cieszyński        | 16 536                   |
| 23. |      | Nowy Bytom           | katowicki         | 14 120                   |
| 24. |      | Mikołów              | pszczyński        | 12 824                   |
| 25. |      | Nysa                 | nyski             | 11 559                   |
| 26. |      | Lubliniec            | lubliniecki       | 11 470                   |
| 27. |      | Prudnik              | prudnicki         | 10 866                   |
| 28. |      | Pszczyna             | pszczyński        | 9731                     |
| 29. |      | Kluczbork            | kluczborski       | 8467                     |
| 30. |      | Strzelce             | strzelecki        | 8429                     |
| 31. |      | Koźle                | kozielski         | 8277                     |
| 32. |      | Głuchołazy           | nyski             | 7658                     |
| 33. |      | Paczków              | nyski             | 6955                     |
| 34. |      | Pyskowice            | gliwicki          | 6771                     |
| 35. |      | Olesno               | oleski            | 6058                     |
| 36. |      | Wodzisław Śląski     | rybnicki          | 5110                     |
| 37. |      | Głubczyce            | głubczycki        | 5020                     |
| 38. |      | Żory                 | rybnicki          | 4730                     |
| 39. |      | Kietrz               | głubczycki        | 4679                     |
| 40. |      | Głogówek             | prudnicki         | 4532                     |
| 41. |      | Skoczów              | cieszyński        | 4480                     |
| 42. |      | Bieruń Stary         | pszczyński        | 3702                     |
| 43. |      | Biała                | prudnicki         | 3367                     |
| 44. |      | Baborów              | głubczycki        | 3345                     |
| 45. |      | Dobrodzień           | dobrodzieński     | 3277                     |
| 46. |      | Otmuchów             | grodkowski        | 3075                     |
| 47. |      | Ujazd                | strzelecki        | 2986                     |
| 48. |      | Grodków              | grodkowski        | 2953                     |
| 49. |      | Krapkowice           | opolski           | 2826                     |
| 50. |      | Toszek               | gliwicki          | 2620                     |
| 51. |      | Niemodlin            | niemodliński      | 2580                     |
| 52. |      | Gorzów Śląski        | oleski            | 2435                     |
| 53. |      | Woźniki              | lubliniecki       | 2312                     |
| 54. |      | Leśnica              | strzelecki        | 2122                     |
| 55. |      | Wołczyn              | kluczborski       | 2072                     |
| 56. |      | Strumień             | bielski           | 1557                     |
| 57. |      | Byczyna              | kluczborski       | 1383                     |

## Władze
Wojewodowie śląscy:
- Jerzy Ziętek (od 1 lutego 1945 do 10 marca 1945)
- Aleksander Zawadzki (od 11 marca 1945 do 31 października 1948)
- Bolesław Jaszczuk (od 1 listopada 1948 do 1950)